# تشاك هارون
تشاك هارون (بالإنجليزية: Chuck Aaron)‏ هو قائد مروحية ‏ أمريكي، ولد في 21 نوفمبر 1948 في سان أنطونيو في الولايات المتحدة.

## وصلات خارجية
- تشاك هارون على موقع IMDb (الإنجليزية)